# Eumecurus octopa
Eumecurus octopa är en insektsart som beskrevs av Dlabola 1985. Eumecurus octopa ingår i släktet Eumecurus och familjen kilstritar. Inga underarter finns listade i Catalogue of Life.